# Nicholas Ashley-Cooper
Pour les articles homonymes, voir Anthony Ashley-Cooper, Ashley et Cooper.
Nicholas Edmund Anthony Ashley-Cooper, dit Nick AC né le 3 juin 1979, 12e comte de Shaftesbury, est un aristocrate britannique et un musicien. Il succède en 2005 à son frère Anthony, décédé prématurément à New York d'une crise cardiaque. Une rumeur colportée par le journal Le Monde insinuait que le décès était dû à une overdose, une autopsie confirma une mort naturelle et le journal publia quelques jours plus tard un démenti. Lui-même succédait à leur père  Anthony Ashley-Cooper, 10e comte de Shaftesbury, assassiné en 2004 par son beau-frère à Cannes.
Avant d'hériter du titre, Nicholas Ashley-Cooper était connu comme disc jockey à New York, où il est une figure influente de la musique électronique, membre fondateur du collectif ROBOTS avec DJ Dennis Rodgers et DJ Bill Patrick.